# Circuito de Baloncesto de la Costa del Pacífico 2019
La Temporada 2019 del CIBACOPA fue la decimonovena edición del Circuito de Baloncesto de la Costa del Pacífico. El torneo comenzó el 27 de marzo de 2019 con 9 equipos de los estados de Baja California, Baja California Sur, Jalisco, Sinaloa y Sonora. 
En este torneo se marcó el regreso de Baja California Sur al circuito, después de 17 años de ausencia, con el ingreso de Mantarrayas de La Paz, mientras que se hará el debut de Jalisco en el mismo, con la incorporación de Gigantes de Jalisco, que tomó el lugar de Garra Cañera de Navolato; además Náuticos cambió su mote por el de Venados de Mazatlán y para esta temporada se retiraron Águilas Doradas de Durango y Frayles de Guasave, este último después de 17 años consecutivos en el circuito.

## Equipos
| Circuito de Baloncesto de la Costa del Pacífico 2019 |           |                        |                             |                                        |           |
| Equipo                                               | Fundación | Entrenador             | Ciudad                      | Pabellón                               | Capacidad |
| Caballeros de Culiacán                               | 2000      | Andrés Contreras       | Culiacán, Sinaloa           | Polideportivo Juan S Millán            | 2,000     |
| Gigantes de Jalisco                                  | 2018      | Jeff Moore             | Guadalajara, Jalisco        | Domo del Code                          | 3,400     |
| Halcones de Ciudad Obregón                           | 2016      | Pedro Carrillo         | Ciudad Obregón, Sonora      | Gimnasio "Manuel Lira García"          | 3,000     |
| Mantarrayas de La Paz                                | 2019      | Juan José Pidal        | La Paz, Baja California Sur | Arena La Paz                           | 1,700     |
| Ostioneros de Guaymas                                | 2009      | Lewis LaSalle Taylor   | Guaymas, Sonora             | Gimnasio Municipal de Guaymas          | 1,200     |
| Pioneros de Los Mochis                               | 2001      | Marcelo Rafael Elusich | Los Mochis, Sinaloa         | Centro de Usos Múltiples de Los Mochis | 5,830     |
| Rayos de Hermosillo                                  | 2008      | Dan Tacheny            | Hermosillo, Sonora          | Arena Sonora                           | 3,500     |
| Tijuana Zonkeys                                      | 2010      | James Penny            | Tijuana, Baja California    | Auditorio Fausto Gutiérrez Moreno      | 4,888     |
| Venados de Mazatlán                                  | 2015      | Eric Weissling         | Mazatlán, Sinaloa           | Centro de Usos Múltiples de Mazatlán   | 8,000     |

## Temporada 2019

### Clasificación
- Actualizadas las clasificaciones al 9 de junio de 2019. [4]

JJ = Juegos Jugados, JG = Juegos Ganados, JP = Juegos Perdidos, Ptos. = Puntos Obtenidos
| Clasificado a los playoffs |

| Eliminado de los playoffs |

| Clasificación General |                            |    |    |    |       |
| Posición              | Equipo                     | JJ | JG | JP | Ptos. |
| 1                     | Rayos de Hermosillo        | 34 | 23 | 11 | 16    |
| 2                     | Halcones de Ciudad Obregón | 34 | 21 | 13 | 13.5  |
| 3                     | Tijuana Zonkeys            | 34 | 16 | 18 | 13.5  |
| 4                     | Caballeros de Culiacán     | 34 | 15 | 19 | 11.5  |
| 5                     | Mantarrayas de La Paz      | 34 | 18 | 16 | 11    |
| 6                     | Gigantes de Jalisco        | 34 | 18 | 16 | 11    |
| 7                     | Pioneros de Los Mochis     | 34 | 15 | 19 | 10.5  |
| 8                     | Ostioneros de Guaymas      | 34 | 13 | 21 | 9.5   |
| 9                     | Venados de Mazatlán        | 34 | 14 | 20 | 8.5   |

### Playoffs
|  | Cuartos de final | Cuartos de final | Cuartos de final |             |   | Semifinales              | Semifinales              | Semifinales              |  |   | Final                    | Final                    | Final                    |  |
|  | 16 - 20 de junio | 16 - 20 de junio | 16 - 20 de junio |             |   | 24 de junio - 4 de julio | 24 de junio - 4 de julio | 24 de junio - 4 de julio |  |   | 7 de julio - 17 de julio | 7 de julio - 17 de julio | 7 de julio - 17 de julio |  |
|  |                  |                  |                  |             |   |                          |                          |                          |  |   |                          |                          |                          |  |
|  |                  |                  |                  |             |   |                          |                          |                          |  |   |                          |                          |                          |  |
|  | 1                | Rayos            | 4                |             |   |                          |                          |                          |  |   |                          |                          |                          |  |
|  | 1                | Rayos            | 4                |             |   |                          |                          |                          |  |   |                          |                          |                          |  |
|  | 8                | Ostioneros       | 2                |             |   |                          |                          |                          |  |   |                          |                          |                          |  |
|  | 8                | Ostioneros       | 2                |             | 1 | Rayos                    | 4                        |                          |  |   |                          |                          |                          |  |
|  |                  |                  |                  |             | 1 | Rayos                    | 4                        |                          |  |   |                          |                          |                          |  |
|  |                  |                  | 6                | Gigantes    | 3 |                          |                          |                          |  |   |                          |                          |                          |  |
|  | 3                | Zonkeys          | 6                | Gigantes    | 3 | 2                        |                          |                          |  |   |                          |                          |                          |  |
|  | 3                | Zonkeys          |                  |             |   |                          |                          |                          |  |   |                          |                          |                          |  |
|  | 6                | Gigantes         | 4                |             |   |                          |                          |                          |  |   |                          |                          |                          |  |
|  | 6                | Gigantes         | 4                |             |   |                          |                          |                          |  | 1 | Rayos                    | 4                        |                          |  |
|  |                  |                  |                  |             |   |                          |                          |                          |  | 1 | Rayos                    | 4                        |                          |  |
|  |                  |                  | 5                | Mantarrayas | 3 |                          |                          |                          |  |   |                          |                          |                          |  |
|  | 2                | Halcones         | 5                | Mantarrayas | 3 | 4                        |                          |                          |  |   |                          |                          |                          |  |
|  | 2                | Halcones         |                  |             |   |                          |                          |                          |  |   |                          |                          |                          |  |
|  | 7                | Pioneros         | 2                |             |   |                          |                          |                          |  |   |                          |                          |                          |  |
|  | 7                | Pioneros         | 2                |             | 2 | Halcones                 | 3                        |                          |  |   |                          |                          |                          |  |
|  |                  |                  |                  |             | 2 | Halcones                 | 3                        |                          |  |   |                          |                          |                          |  |
|  |                  |                  | 5                | Mantarrayas | 4 |                          |                          |                          |  |   |                          |                          |                          |  |
|  | 4                | Caballeros       | 5                | Mantarrayas | 4 | 1                        |                          |                          |  |   |                          |                          |                          |  |
|  | 4                | Caballeros       |                  |             |   |                          |                          |                          |  |   |                          |                          |                          |  |
|  | 5                | Mantarrayas      | 4                |             |   |                          |                          |                          |  |   |                          |                          |                          |  |
|  | 5                | Mantarrayas      | 4                |             |   |                          |                          |                          |  |   |                          |                          |                          |  |
|  |                  |                  |                  |             |   |                          |                          |                          |  |   |                          |                          |                          |  |